# Chuan Peak
Der Chuan Peak ist ein etwa 2200 m hoher Berggipfel auf der antarktischen Ross-Insel. Er ragt 1,5 km nordöstlich des Barker Peak im südlichen Teil des Giggenbach Ridge auf.
Das Advisory Committee on Antarctic Names benannte ihn im Jahr 2000 auf Vorschlag des neuseeländischen Geochemikers Philip Raymond Kyle. Namensgeber ist Raymond L. Chuan von der Brunswick Corporation, der von 1983 bis 1984 und von 1986 bis 1987 in einem Projekt zur Untersuchung vulkanischer Aerosole zwischen dem geografischen Südpol und dem Mount Erebus tätig war.